# Rolf Westermann
Rolf Westermann (* 15. März 1961 in Leonberg) ist ein deutscher Journalist. Seit 2014 leitet er als Chefredakteur die Allgemeine Hotel- und Gastronomie-Zeitung (AHGZ) der dfv Mediengruppe.

## Leben
Rolf Westermann studierte Publizistik, Politologie und Psychologie an der Freien Universität Berlin. Seinen Berufsweg begann er bei der Deutschen Presse-Agentur (dpa), bei der er rund 23 Jahre arbeitete. Dort war er u. a. Volontär in NRW, Redakteur und „Dienstchef“ in Mainz, CvD in Frankfurt am Main, Ost-Chef in Leipzig und von 2004 bis 2012 Landesbüroleiter für die Hauptstadt und den Osten Deutschlands in Berlin. Dann wechselte er als stellvertretender Chefredakteur zur dapd Nachrichtenagentur.
Danach wurde er neben Melanie Ahlemeier Ressortleiter Nachrichten bei der Bundesausgabe der Bild-Zeitung.
2014 wechselte er zur AHGZ. Die Allgemeine Hotel- und Gastronomie-Zeitung AHGZ erscheint unter dem Dach der dfv Mediengruppe (Frankfurt) und ist die einzige Wochenzeitung der Branche. Er ist Autor des Buches Der Tag der Entscheidung mit Porträts aus der Hotellerie und deren Umfeld. Dafür erhielt Rolf Westermann am 8. September 2018 beim Wettbewerb „Großer Preis des Mittelstandes“ in Dresden die Auszeichnung „Buch des Jahres“.
Rolf Westermann moderiert außerdem bei Tagungen, Kongressen und Preisverleihungen, so 2015 beim „Wellness Gipfel“ der AHGZ, 2017 bei der Gala und Preisverleihung „Hotelier des Jahres“ und beim Deutschen Hotelkongress 2017.
Von 2003 bis 2013 war Westermann Lehrbeauftragter an der TU Dresden, Hochschule Mittweida, Hochschule Magdeburg, FU Berlin und der Universität Leipzig.

## Ehrenämter
- Stiftungsratsmitglied der Medienstiftung der Sparkasse Leipzig.[12]
- Juryleitung „Hotelier des Jahres“
- Juryleitung „Deutscher Hotelnachwuchspreis“.[13]
- Jury Deutscher Kinder- und Jugendhilfepreis[14]
- Jury Warsteiner-Preis[15]
- Jury Carlsberg-Preis[16]
- Präsident des Mitteldeutschen Presseclubs zu Leipzig.[17][18]
- Präsident des Märkischen Presse- und Wirtschaftsclubs Berlin.[19]

## Schriften
- Tag der Entscheidung. Matthaes Verlag, Stuttgart 2017, ISBN 978-3-87515-314-9.